# Ogi

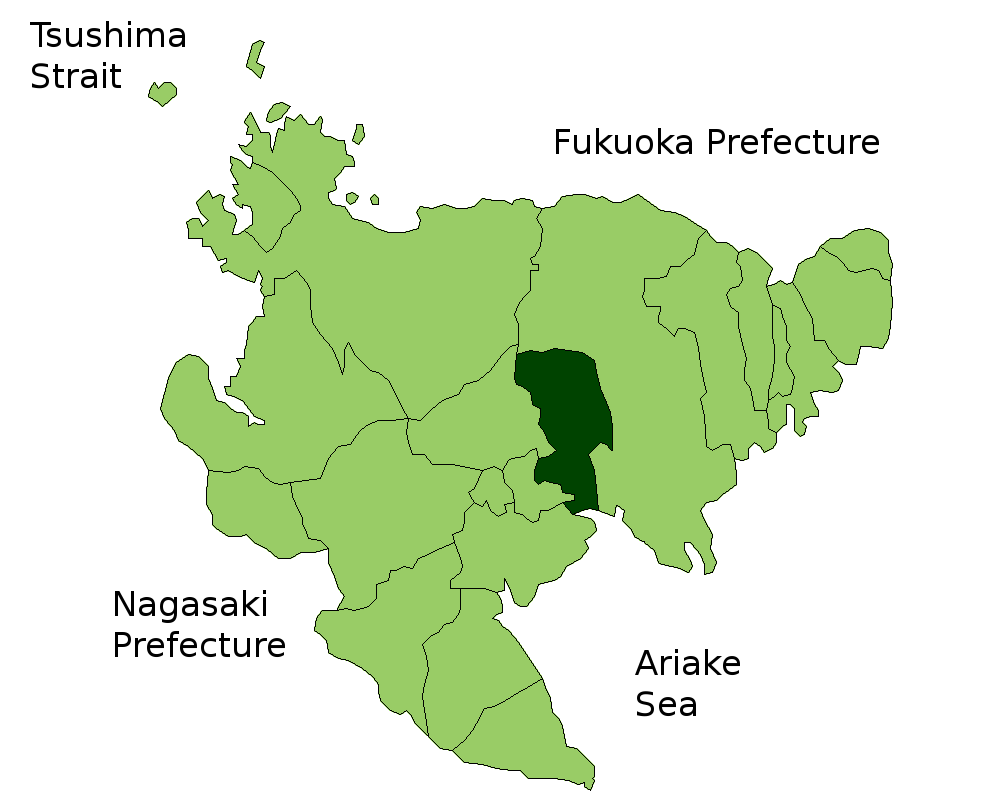

Ogi (小城市 Ogi-shi?) este un municipiu din Japonia, prefectura Saga.